# Villa Schmederer

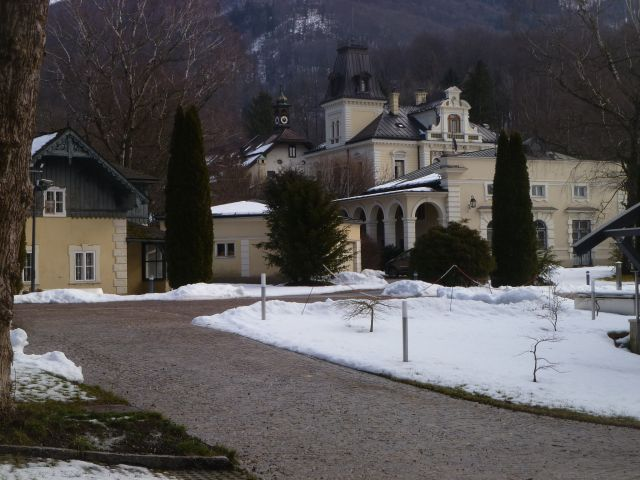
Villa Schmederer: Gesamtansicht (2012)

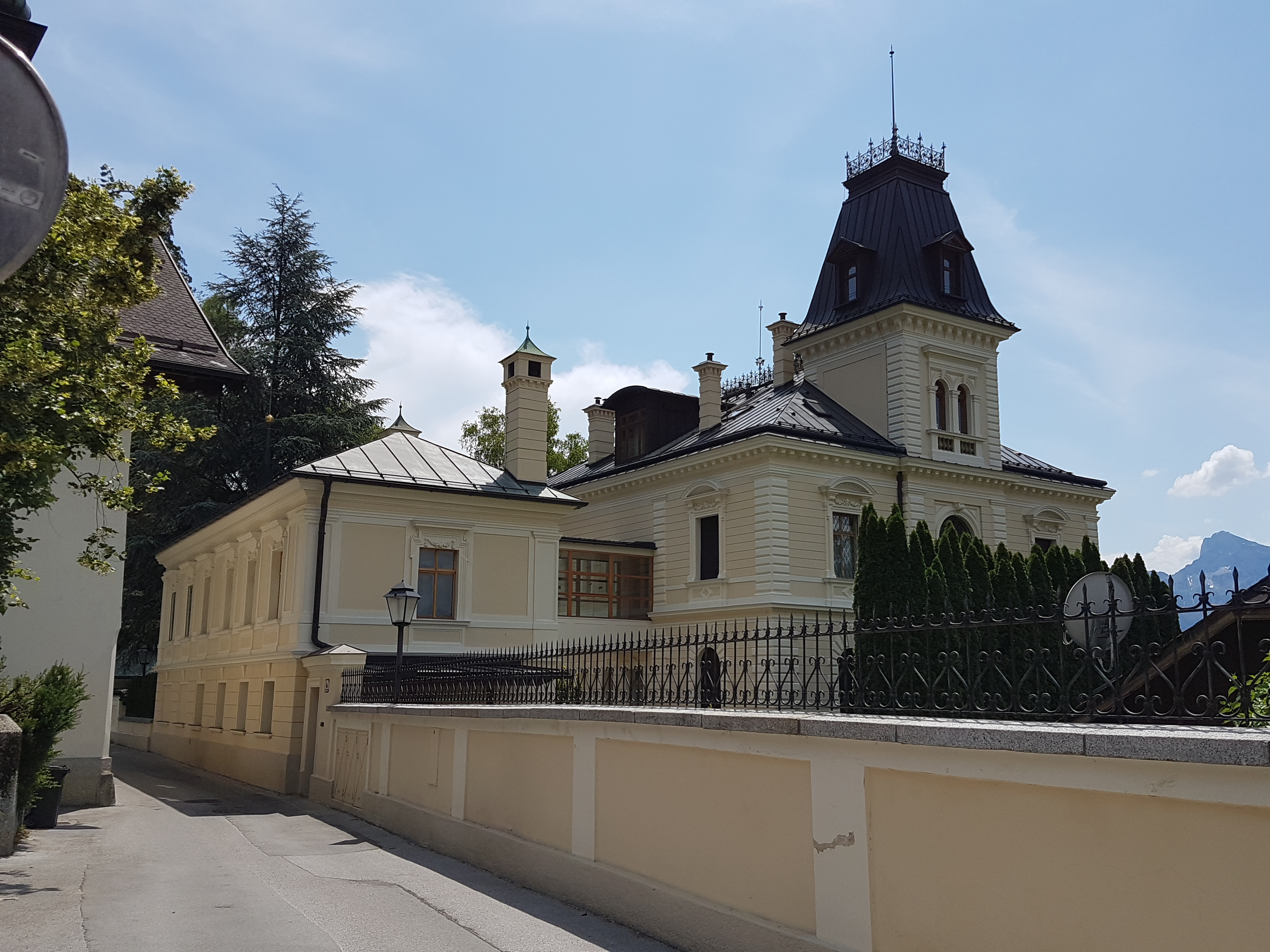
Villa Schmederer: Hauptgebäude (2019)

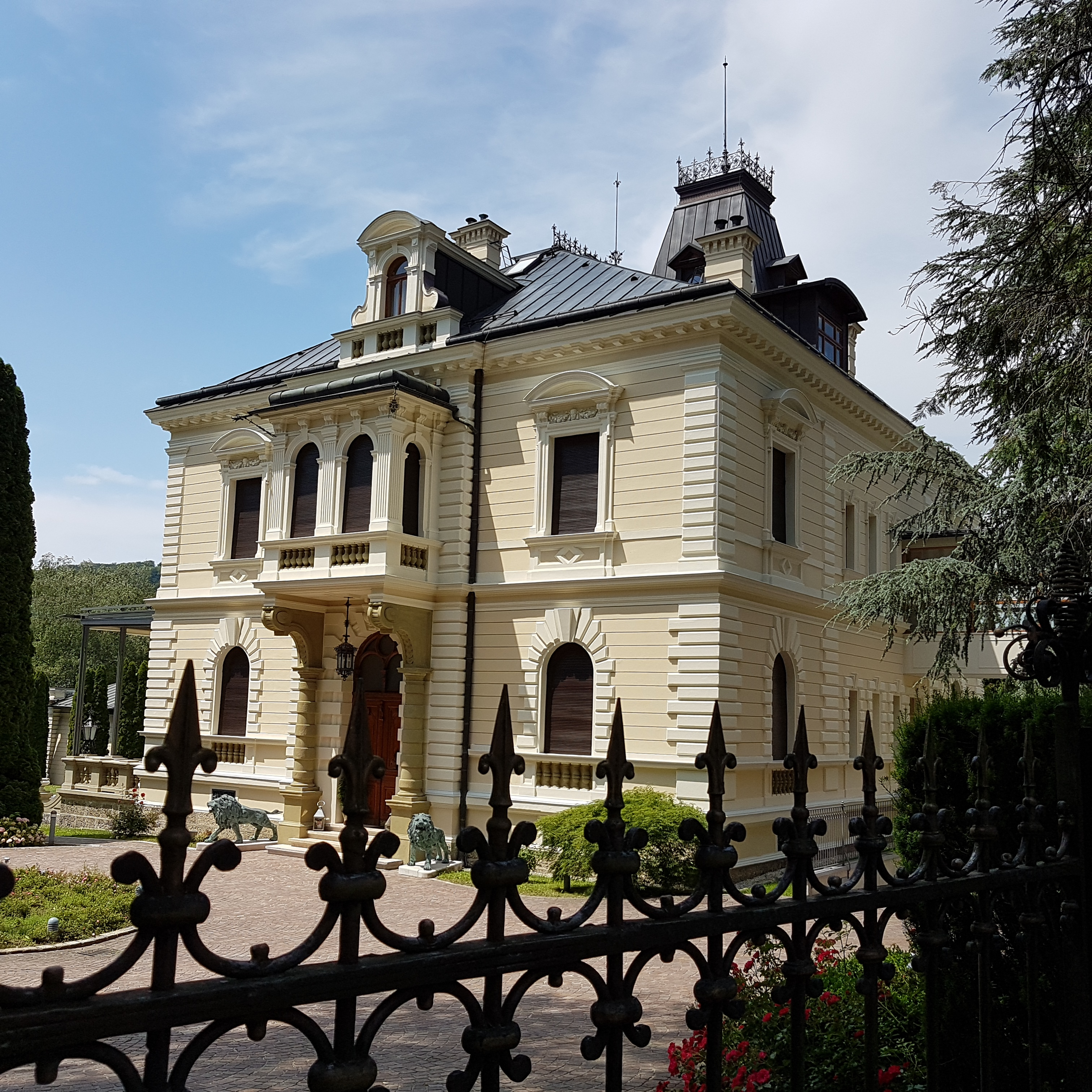
Villa Schmederer: Rückseite (2019)

Die Villa Schmederer, auch 2. Apothekerhof genannt, ist ein repräsentatives Herrenhaus im Ortsteil Parsch von Salzburg (Kreuzbergpromenade 4). Die Villa repräsentiert den Herrschaftsanspruch des Großbürgertums im ausgehenden 19. Jahrhundert. Sie steht unter Denkmalschutz (Listeneintrag).
1887 kauft der Brauereibesitzer Ludwig Schmederer (1846–1935) aus München (Paulaner- und Thomas Brauerei) vom ehemaligen Hofapotheker Dr. Alexander Petter den sogenannten Oberen Apothekerhof (dieser wird später zu einem Meierhof umfunktioniert). In den Jahren 1887–89 lässt er sich nach Plänen des österreichischen Architekten Josef Wessicken (1837–1918) von der Baufirma Valentin Ceconi und Jakob Ceconi in unmittelbarer Nähe zum Apothekerhof eine herrschaftliche Villa im Neorenaissancestil errichten. Um den Bau entstehen eine Gartenanlage mit Gärtnerhaus, Kapelle, Umfassungsmauern und repräsentativen Einfahrten. Später kommen noch ein Reitstall, eine eigene Gärtnerei, eine Kegelbahn und ein kleines Kraftwerk hinzu. Ludwig Schmederer, Ehrenbürger der Stadt Salzburg, bewohnte die Villa während seiner Salzburger Aufenthalte bis zu seinem Tod 1935 fast 45 Jahre lang. Nach seinem Tod ging der Besitz an seine zweite Frau, die Sängerin Minka Schmederer, geborene Derra de Moroda, und in weiterer Folge an deren Schwester, die Tanzpädagogin Friderica Derra de Moroda über. Nach deren Tod 1978 wurde Hans Asamer Eigentümer.
Die Villa war zu Lebzeiten Schmederers ein Künstlertreff, nicht zuletzt nachdem dieser 1890 Präsident des Salzburger Kunstvereins geworden war. Friderica Derra de Moroda unterhielt in der Villa Schmederer eine Ballettschule. Luciano Pavarotti drehte in der Villa Schmederer mit fünf Puppen des Arlequin Theaters während der heißesten Tage im August des Jahres 1983 die Weihnachtsdarbietungen für die europaweite Weihnachtssendung „Weihnacht mit Weltstars“. Die Villa diente auch lange Zeit als Veranstaltungsstätte der Salzburger Festspiele. 2002 wurde der Bau generalsaniert und im Kellergeschoß der Villa ein Schwimmbad errichtet. Längere Zeit war hier die „Internationale Salzburg Association“ untergebracht. Heute ist die Villa im Besitz der deutschen Milliardäre (MediaMarkt, Saturn Hansa, Immobiliengesellschaften Convergenta und Vision) Helga und Erich Kellerhals.
Die Villa hat einen beinahe quadratischen Grundriss, ein Sockelgeschoß zum Ausgleich des Gefälles des Grundstückes, zwei Hauptgeschoße und ein Dachgeschoß mit Walmdach. Die Fassaden sind reich gegliedert. Die Nordseite ist charakterisiert durch einen dreigeschoßigen Fassadenturm. Im zweiten Geschoß befindet sich über einer Loggia eine Terrasse mit repräsentativem Schmiedeeisengitter. Die Fassaden zeigen einheitlich gestaltete Seitenachsen mit Rundbogenfenster mit Bogenquaderung in der Sockelzone. Im Piano nobile sind die architravierten Rechteckfenster durch eine Rahmung hervorgehoben. Horizontal sind die Fassaden durch stark hervortretende Gurtgesimse bzw. durch ein Sohlbankgesims im ersten Stock gegliedert. Das Dachgeschoß krönt den Mittelrisalit durch einen Giebelaufbau mit großen rundbogigen Fenstern. Die Innenausstattung soll durch Münchner Kunsthandwerker hergestellt worden sein (z. B. klassizistische Bronzestatuetten von Venus und Apoll, dunkle Marmorfußböden, architravierte Türeinfassungen in klassizistischer Formensprache, mit rotem Damast bespannte Seitenwände, schwere Holzdecken).